# ハーフウェー
ハーフウェー（英語: halfway）とは、「距離の中ほど」や「道の中途」を意味し、ラグビーやサッカーで競技区域の中央を横に半分に区切る線のハーフウエー・ラインなどに用いられるが、この項では野球用語及び野球規則（公認野球規則）上の取り扱いについて解説する。

## 概要
野球でハーフウェーとは、一塁・二塁間、二塁・三塁間，三塁・本塁間の俗称である。本塁・一塁間はハーフウェーに含まれない。
打球をノーバウンド（インフライト）で野手が捕球すると、塁上の走者にはリタッチの義務が課せられる。従って、打球が高い飛球になれば走者は安直に進塁できない。この場合、走者はハーフウェーで待機して野手の捕球を見届ける事が多い。飛球が捕球されればリタッチを敢行し、捕球されなければリタッチする事無く次塁に向けて進塁するのである。

## 一塁・二塁間ハーフウェー
走者がハーフウェーを取るシーンの中で最も多いのは、打球が深い外野フライになった場面での一塁走者の走塁である。この理由として、以下の事が考えられる。
- 深い外野フライを落球した場合、ハーフウェーを取っていれば一塁走者は三塁まで進塁できる可能性が高い。
- 一般的に、一塁から二塁への進塁でのタッグアップは成功する可能性が低く、珍しい。
- 深い外野フライなら、二塁走者と三塁走者はタッグアップが容易に可能でハーフウェーを取らない。
- 浅い飛球の場合、ハーフウェーを取ればリタッチが間に合わずアウトになる可能性が高い。

更に、送りバントが小フライになった場合、一塁走者はハーフウェーを取ることが多い。何故なら、一塁近辺で待機していればバント飛球をわざと落として二塁でフォースアウトとなり、二塁近辺まで飛び出していればバント飛球を捕球して一塁に送球されてアウトになる。つまり、どちらの塁の付近にいてもアウトになる可能性が高い。

## 二塁・三塁間、三塁・本塁間ハーフウェー
二塁走者と三塁走者は、余りハーフウェーを取らない。浅いフライなら占有塁に止まらざるを得ず、深い外野フライならタッグアップに備えるからである。
例外と言えそうなのは、インフィールドフライの対象となる内野飛に対してインフィールドフライが宣告されなかった場合である。打球の性質に関わらず、審判員の宣告が無ければインフィールドフライは成立しない。従って二塁走者と三塁走者は占有塁に止まる事ができずハーフウェーまで飛び出して待機せざるを得なくなる。